# بين كوين
بين كوين (بالإنجليزية: Ben Queen)‏ هو كاتب سيناريو أمريكي، (و. 1900  م).

## وصلات خارجية
- بين كوين على موقع IMDb (الإنجليزية)
- بين كوين على موقع ألو سيني (الفرنسية)
- بين كوين على موقع أول موفي (الإنجليزية)
- بين كوين على موقع قاعدة بيانات الأفلام السويدية (السويدية)
- بين كوين على موقع قاعدة بيانات الفيلم (الإنجليزية)
- بين كوين على موقع كينوبويسك (الروسية)